# اعضای جانوران
درباره اعضای جانوران (به یونانی باستان: Περὶ ζῴων μορίων؛ لاتین: De Partibus Animalium) متنی نوشته شده توسط ارسطو است که در حوالی سال ۳۵۰ پیش از میلاد مسیح نگاشته شده است. این متن در کل به بررسی کالبدشناسی جانوران فیزیولوژی آن‌ها می‌پردازد و تلاش می‌کند تا درکی علمی از بخش‌های گوناگون بدن جانوران از جمله اعضا، بافت‌ها، مایعات، و غیره ارائه دهد.
این متن به زبان عربی برگردانده شده و تشکیل‌دهندهٔ بخش‌های ۱۱ تا ۱۴ کتاب عربی «کتاب الحیوان» است.